# Yquebeuf
Yquebeuf est une commune française située dans le département de la Seine-Maritime en région Normandie.

## Géographie

### Communes limitrophes
| Critot |                     | Rocquemont           |
|        | Yquebeuf            |                      |
| Cailly | La Rue-Saint-Pierre | Estouteville-Écalles |

### Hydrographie
La commune est située dans le bassin Seine-Normandie. Elle n'est drainée par aucun cours d'eau,.

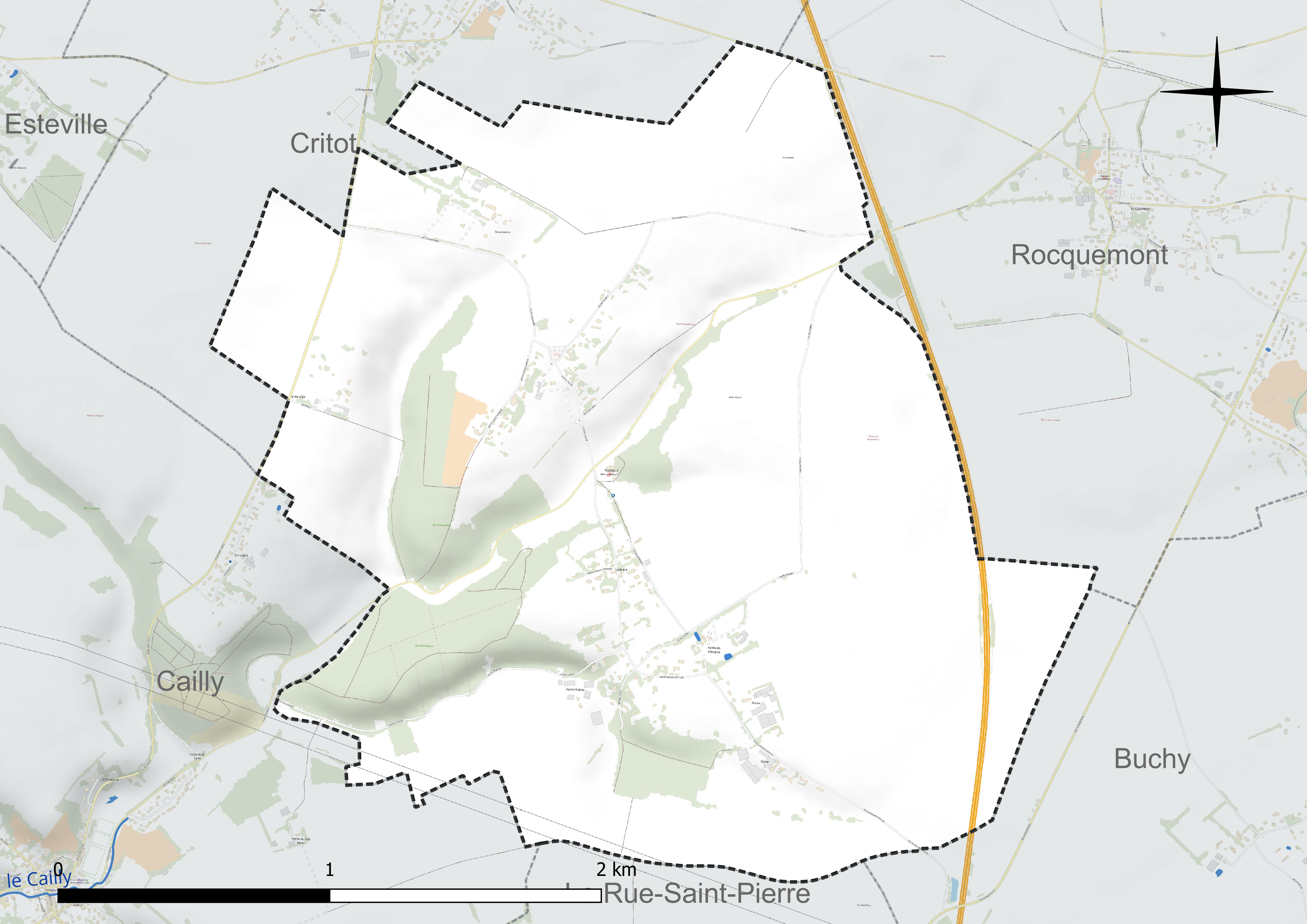
Réseau hydrographique d'Yquebeuf.

### Climat
Pour des articles plus généraux, voir Climat de la Normandie et Climat de la Seine-Maritime.
En 2010, le climat de la commune est de type climat océanique dégradé des plaines du Centre et du Nord, selon une étude du CNRS s'appuyant sur une série de données couvrant la période 1971-2000. En 2020, Météo-France publie une typologie des climats de la France métropolitaine dans laquelle la commune est exposée à un climat océanique et est dans la région climatique Côtes de la Manche orientale, caractérisée par un faible ensoleillement (1 550 h/an) ; forte humidité de l’air (plus de 20 h/jour avec humidité relative > 80 % en hiver), vents forts fréquents. Parallèlement le GIEC normand, un groupe régional d’experts sur le climat, différencie quant à lui, dans une étude de 2020, trois grands types de climats pour la région Normandie, nuancés à une échelle plus fine par les facteurs géographiques locaux. La commune est, selon ce zonage, exposée à un « climat maritime », correspondant au Pays de Caux, frais, humide et pluvieux, légèrement plus frais que dans le Cotentin.
Pour la période 1971-2000, la température annuelle moyenne est de 9,9 °C, avec une amplitude thermique annuelle de 13,8 °C. Le cumul annuel moyen de précipitations est de 866 mm, avec 13,2 jours de précipitations en janvier et 8,8 jours en juillet. Pour la période 1991-2020, la température moyenne annuelle observée sur la station météorologique la plus proche, située sur la commune de Rouen à 20 km à vol d'oiseau, est de 12,6 °C et le cumul annuel moyen de précipitations est de 817,9 mm,. Pour l'avenir, les paramètres climatiques de la commune estimés pour 2050 selon différents scénarios d’émission de gaz à effet de serre sont consultables sur un site dédié publié par Météo-France en novembre 2022.

## Urbanisme

### Typologie
Au 1er janvier 2024, Yquebeuf est catégorisée commune rurale à habitat dispersé, selon la nouvelle grille communale de densité à sept niveaux définie par l'Insee en 2022.
Elle est située hors unité urbaine. Par ailleurs la commune fait partie de l'aire d'attraction de Rouen, dont elle est une commune de la couronne,. Cette aire, qui regroupe 317 communes, est catégorisée dans les aires de 200 000 à moins de 700 000 habitants,.

### Occupation des sols
L'occupation des sols de la commune, telle qu'elle ressort de la base de données européenne d’occupation biophysique des sols Corine Land Cover (CLC), est marquée par l'importance des territoires agricoles (90,5 % en 2018), une proportion sensiblement équivalente à celle de 1990 (90,3 %). La répartition détaillée en 2018 est la suivante : 
terres arables (65,8 %), prairies (15,6 %), forêts (9,5 %), zones agricoles hétérogènes (9,1 %). L'évolution de l’occupation des sols de la commune et de ses infrastructures peut être observée sur les différentes représentations cartographiques du territoire : la carte de Cassini (XVIIIe siècle), la carte d'état-major (1820-1866) et les cartes ou photos aériennes de l'IGN pour la période actuelle (1950 à aujourd'hui).

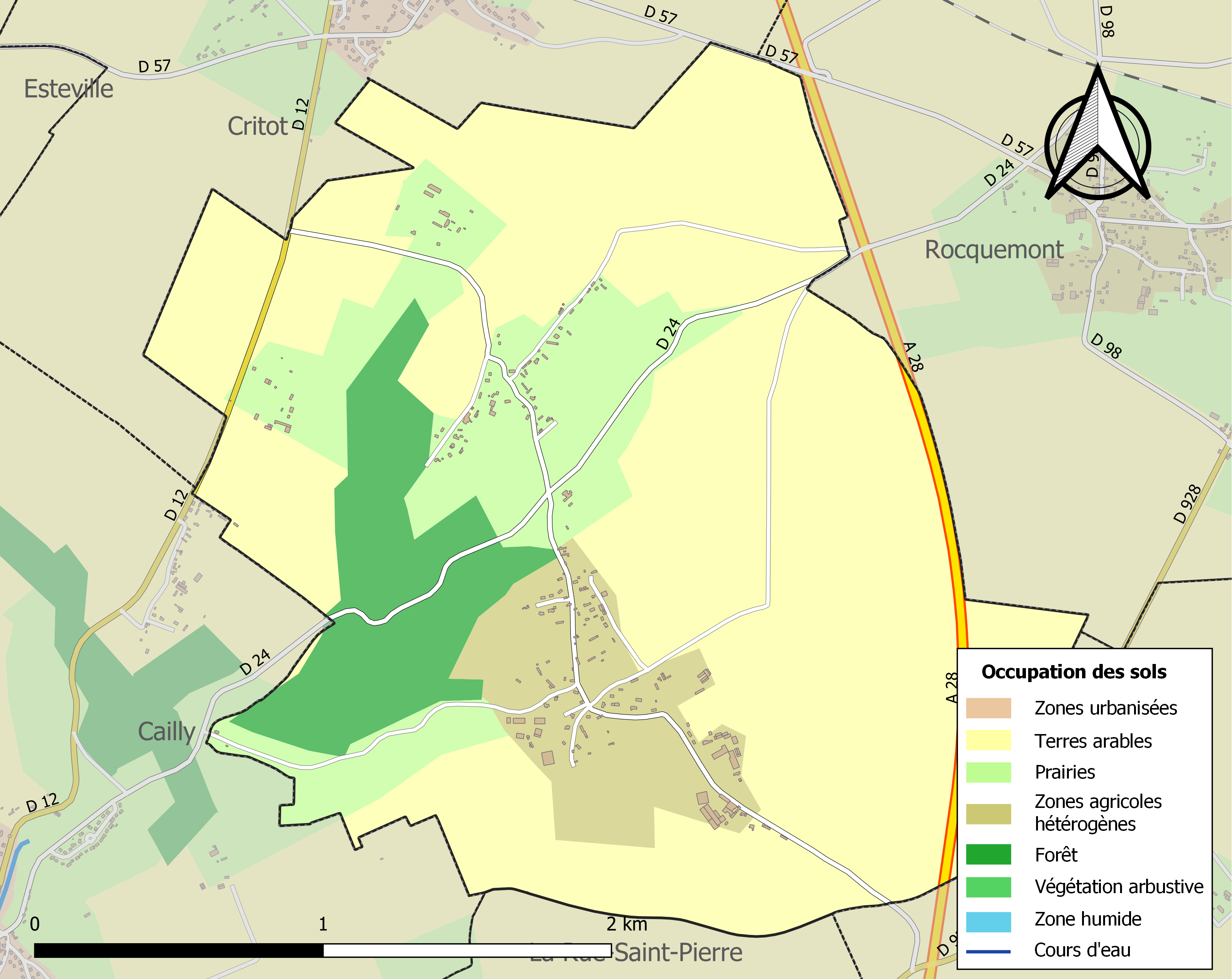
Carte des infrastructures et de l'occupation des sols de la commune en 2018 (CLC).

## Toponymie

### Yquebeuf
Le nom de la localité est attesté sous les formes Yquebo, Yquebof au XIIe siècle.
Il s'agit d'un type toponymique vieux norrois Eiki-both « maison ou village du chêne », de  eiki « chêne » et both « maison »,,, comprendre l'ancien norrois de l'est bóð, variante du vieux norrois búð. François de Beaurepaire donne à both / buth le sens de « village » en ce qui concerne la Normandie.
Le premier élément Yque- se retrouve dans Yquelon (Manche) et dans Iclon, hameau de Seine-Maritime, en combinaison avec -lon, appellatif issu du vieux norrois lundr « bosquet, bois ».
L'élément -beuf se retrouve quant à lui dans divers noms de lieu de la région : Lindebeuf (avec lindi « tilleul ») ; Marbeuf ; Criquebeuf ; Elbeuf ; Belbeuf, etc.

### Colmare
Il s'agit d’une ancienne paroisse rattachée à la précédente. Elle est mentionnée à la fin du XIIIe siècle sous la forme Colemare.
Il s'agit d'un nom en -mare, élément d'origine anglo-scandinave, et qui a donné le terme français mare. Le premier élément s'explique sans doute par le nom de personne norrois Koli (cf. Colleville, Colletot, Colbosc, Colmesnil). Homonymie possible avec Colemere (Angleterre, Shropshire, Colesmere [sic] 1086, Culemere 1203).
Remarque : Il arrive parfois que l'appellatif -mare soit associé avec un nom de personne (Ymare, Cornemare, Mélamare, etc.).

## Histoire
Colmare est rattachée à Yquebeuf en 1823.

## Politique et administration
| Période                                  | Période                    | Identité      | Étiquette | Qualité                                  |
| ---------------------------------------- | -------------------------- | ------------- | --------- | ---------------------------------------- |
| Les données manquantes sont à compléter. |                            |               |           |                                          |
| 1902                                     |                            | M. Papillon   |           |                                          |
| avant 1981                               |                            | Guy Loriot    |           |                                          |
| Les données manquantes sont à compléter. |                            |               |           |                                          |
| mars 1989                                | En cours (au 10 août 2020) | Georges Molmy |           | Retraité Réélu pour le mandat 2020-2026, |

## Population et société

### Démographie
L'évolution du nombre d'habitants est connue à travers les recensements de la population effectués dans la commune depuis 1793. Pour les communes de moins de 10 000 habitants, une enquête de recensement portant sur toute la population est réalisée tous les cinq ans, les populations de référence des années intermédiaires étant quant à elles estimées par interpolation ou extrapolation. Pour la commune, le premier recensement exhaustif entrant dans le cadre du nouveau dispositif a été réalisé en 2006.

En 2022, la commune comptait 239 habitants, en évolution de −0,42 % par rapport à 2016 (Seine-Maritime : +0,35 %, France hors Mayotte : +2,11 %).
| 1793 | 1800 | 1806 | 1821 | 1831 | 1836 | 1841 | 1846 | 1851 |
| ---- | ---- | ---- | ---- | ---- | ---- | ---- | ---- | ---- |
| 115  | 112  | 117  | 101  | 320  | 244  | 243  | 240  | 229  |

| 1856 | 1861 | 1866 | 1872 | 1876 | 1881 | 1886 | 1891 | 1896 |
| ---- | ---- | ---- | ---- | ---- | ---- | ---- | ---- | ---- |
| 214  | 201  | 195  | 182  | 175  | 176  | 179  | 180  | 165  |

| 1901 | 1906 | 1911 | 1921 | 1926 | 1931 | 1936 | 1946 | 1954 |
| ---- | ---- | ---- | ---- | ---- | ---- | ---- | ---- | ---- |
| 195  | 191  | 148  | 140  | 159  | 150  | 178  | 154  | 126  |

| 1962 | 1968 | 1975 | 1982 | 1990 | 1999 | 2006 | 2011 | 2016 |
| ---- | ---- | ---- | ---- | ---- | ---- | ---- | ---- | ---- |
| 135  | 119  | 123  | 180  | 224  | 218  | 240  | 255  | 240  |

| 2021 | 2022 | - | - | - | - | - | - | - |
| ---- | ---- | - | - | - | - | - | - | - |
| 239  | 239  | - | - | - | - | - | - | - |

### Principaux équipements
L'Espace Arts et Culture a été inauguré le 29 septembre 2012. Les combles de la mairie ont été aménagés pour accueillir trois salles de cours supplémentaires : deux salles pour la formation musicale et le Musiclub des petits et une salle pour la musique assistée par ordinateur. Une salle de répétition et de diffusion a également été créée dans le prolongement des locaux occupés par l'école de musique.[réf. nécessaire]

## Culture locale et patrimoine

### Lieux et monuments
- L'église Saint-Étienne, bâtie en 1769[24], et remplaçant une église devenue vétuste[25]. 
Le chœur est reconstruit en 1771 aux frais du curé de la paroisse. En 1778, l'abbé Grouard commande à l'architecte Vauquelin le grand autel classé[26]. 
Jusqu'à la Révolution française, l'église Saint-Étienne dépend du doyenné de Cailly. Le service passe ensuite à Cailly, de 1801 à 1818, puis à Esteville. La cloche en place est ainsi l'ancienne cloche de l'église d'Esteville, bénie en 1764[27].
- L'ancienne église Saint-Laurent de Colmare, désaffectée vers 1970, aujourd'hui propriété privée, elle conserve des parties romanes[28].
La cloche en place s'appelle « Antoinette Clarisse ».

### Héraldique
| Armes de Yquebeuf | Les armes de la commune de Yquebeuf se blasonnent ainsi : de gueules à la croix fleurdelysée d'argent. |

## Pour approfondir